# Amphisbaena plumbea
Amphisbaena plumbea este o specie de reptile din genul Amphisbaena, familia Amphisbaenidae, ordinul Squamata, descrisă de Samuel Frederick Gray în anul 1872. Conform Catalogue of Life specia Amphisbaena plumbea nu are subspecii cunoscute.